# 高田純次のアジアぷらぷら
『高田純次のアジアぷらぷら』（たかだじゅんじのアジアぷらぷら）は、2012年10月7日から2015年10月4日までTwellVで毎週日曜 21:00 - 21:55 (JST) に放送されていた情報番組・旅番組。ただし、新作は隔週で放送、新作の放送の翌週は前週の再放送となっていた。

## 概要
アジア情報番組『アジアHOTプレス!』をリニューアル、同番組内の1コーナーを番組として昇格させたものである。
高田がアジア各国（日本を除く）に出向き、現地ガイドとともに人気スポットや穴場を訪ね歩いたり、グルメに舌鼓を打つ。
この番組において高田は「日本人代表」として、常に甚平を羽織っていた。

## 歴史
2012年10月よりアジア情報番組『アジアHOTプレス!』のリニューアルとして登場、高田がアジア各国に出向き、現地の観光紹介を行う番組として制作された。このときは新作は第1週、第2週のみでその他の週は再放送ほかの扱いであった。
2013年4月より、新作の放送が隔週（おおむね第1週および第3週）となった。
2013年1月に、日本ロケを主としたテーマでの放送があり。2014年3月まで、主にアジア各国ロケの合間のテーマとして放送された。
2014年4月より、日本各地の観光地などをアジア人留学生と訪ね歩くテーマでの放送が継続的に開始。以降、2014年6月放送分まで、海外ロケは行われていないほか、前身の番組からの特徴であった高田の甚平姿での出演も行われていない。
2015年10月11日から、『高田純次のセカイぷらぷら』へリニューアルされ、アジアから世界へ紹介範囲が広がる。

## 出演者

### ナビゲーター
- 高田純次

### 日本のアジア
- アジアン（馬場園梓・隅田美保）

### ナレーター
- 秀島史香

## スタッフ
- 協力：JALPAK、APEX、SOKHA、ANA、H.I.S.、キャセイパシフィック航空、JAPAN AIR LINEほか
- アドバイザー：荻野繁
  - 《シンガポール》FUTURE STAGE CREATIONSほか
- 技術協力：オムニバスジャパン
- 制作著作：TwellV、D:COMPLEX